# ۶۵۷ (میلادی)
۶۵۷ (میلادی) ششصد و پنجاه و هفتمین سال تقویم میلادی است.

## رویدادها[۱]
بر اساس مکان
اروپا
- گریمولد مهتر، شهردار کاخ اوسترازیا، توسط کلوویس دوم، پادشاه نوستریا، عزل می‌شود. کلوویس همچنین پسر گریمولد، شیلدبرت فرزندخوانده، را اسیر و هر دو را اعدام می‌کند.

- کلوویس دوم می‌میرد و پسر ارشدش کلوتار سوم، ۵ ساله، جانشین او می‌شود که تحت سلطنت مادرش بالتیلد، پادشاه نوستریا و بورگوندی می‌شود.

امپراتوری عرب
- نبرد صفین: نیروهای مسلمان به فرماندهی علی بن ابی طالب در کرانه‌های فرات، نزدیک رقه (سوریه) نبردی بی‌نتیجه را علیه معاویه اول آغاز می‌کنند.

آسیا
- لشکرکشی‌های تانگ علیه ترک‌های غربی: امپراتور گائو زونگ لشکرکشی نظامی به رهبری سو دینگ‌فانگ را آغاز می‌کند. او خاقانات ترک غربی را ضمیمه خود می‌کند.

- گائو زونگ دستور انتشار داروشناسی یک داروی رسمی را می‌دهد که در آن استفاده از ۸۳۳ ماده مختلف برای اهداف دارویی مستند شده است.

قاره آمریکا
- در جریان جنگ دوم تیکال-کالاکمول، ارباب مار (یوکنوم چین دوم) حمله مستقیمی به خود تیکال انجام می‌دهد و حاکم جدید آن، نوون اوجول چاک(Nuun Ujol Chaak)، را بیرون می‌کند و کالاکمول را به عنوان ابرقدرت منطقه‌ای تثبیت می‌کند. باالاج چان کاویل، وارث قطعی زمانی حکومت تیکال، سوگند وفاداری خود را به ارباب جدید ادا می‌کند.

بر اساس موضوع
دین
- ۱ ژوئن - پاپ اوژنیوس یکم پس از تقریباً ۲.۵ سال سلطنت در رم درگذشت. ویتالیانوس به عنوان هفتاد و ششمین پاپ جانشین او شد.

- هیلدا، راهبه آنگلوساکسون، صومعه‌ای را در استراینشالچ، در ساحل یورکشایر در ویتبی (انگلستان) تأسیس کرد.

## زادگان[۱]
- آنسپراند، پادشاه لمباردها (تاریخ تقریبی)

## درگذشتگان[۱]
- ۲ ژوئن – پاپ اوژنیوس یکم

- ۱۲ نوامبر – لیوینوس، رسول ایرلندی

- عمار بن یاسر، یار حضرت محمد و علی بن ابی طالب (متولد ۵۷۰)

- شیلدبرت فرزندخوانده، پادشاه (غاصب) اوسترازیا

- کلوویس دوم، پادشاه نوستریا و بورگوندی (یا ۶۵۸)

- گریموالد مهتر، شهردار کاخ (متولد ۶۱۶)

- تالورگان اول، پادشاه پیکت‌ها

‎